# Śrubka
Śrubka – drugi singel polskiej piosenkarki Sanah z jej piątego albumu studyjnego, zatytułowanego Kaprysy. Singel został wydany 25 kwietnia 2024.
Nagranie otrzymało w Polsce status platynowego singla, przekraczając liczbę 50 tysięcy sprzedanych kopii.

## Geneza utworu i historia wydania
Utwór napisali i skomponowali Zuzanna Grabowska i Piotr Madej, który również odpowiada za produkcję utworu.
Singel ukazał się w formacie digital download 25 kwietnia 2024 w Polsce za pośrednictwem wytwórni płytowej Magic Records w dystrybucji Universal Music Polska. Piosenka została umieszczona na piątym albumie studyjnym Sanah – Kaprysy.

## Teledysk
Do utworu powstał teledysk w reżyserii samej piosenkarki i Alana Kępskiego, który udostępniono w dniu premiery singla za pośrednictwem serwisu YouTube.

## Lista utworów
- Digital download[2]

1. „Śrubka” – 4:10

## Notowania

### Pozycje na listach sprzedaży
| Kraj   | Lista (2024)             | Najwyższa pozycja |
| ------ | ------------------------ | ----------------- |
| Polska | Billboard Poland Songs   | 21                |
| Polska | OLiS – single w streamie | 21                |

## Certyfikaty
| Kraj          | Certyfikat      | Sprzedaż |
| ------------- | --------------- | -------- |
| Polska (ZPAV) | platynowa płyta | 50 000+  |